# Osea Vakatalesau
Osea Vakataselau (15 de enero de 1986 en Suva) es un futbolista fiyiano que juega como delantero en el Lautoka.

## Carrera
Debutó en 2004 en el Lautoka FC donde jugó tan solo 1 año, fue transferido al Ba. En la temporada 2007/08 jugó para el YoungHeart Manawatu. Regresó al Ba luego del torneo, aunque volvería a dejarlo para jugar en el Lautoka. En 2010, el Hekari United, último campeón de Oceanía se interesó en él y lo fichó, aunque en 2011 regresó al Ba. En 2014 dejó nuevamente el club para firmar con el Amicale vanuatuense, para posteriormente volver en 2016, aunque ese mismo regresaría al Lautoka.

### Clubes
| Club                | País               | Año             |
| ------------------- | ------------------ | --------------- |
| Lautoka             | Fiyi               | 2004 - 2005     |
| Ba                  | Fiyi               | 2005 - 2007     |
| YoungHeart Manawatu | Nueva Zelanda      | 2007 - 2008     |
| Ba                  | Fiyi               | 2008 - 2009     |
| Lautoka             | Fiyi               | 2009 - 2010     |
| Hekari United       | Papúa Nueva Guinea | 2010 - 2011     |
| Ba                  | Fiyi               | 2011 - 2014     |
| Amicale             | Vanuatu            | 2014 - 2015     |
| Ba                  | Fiyi               | 2016            |
| Lautoka             | Fiyi               | 2016 - Presente |

### Selección nacional
Representando a Fiyi logró la medalla de plata en los Juegos del Pacífico Sur 2007, además de disputar la Copa de las Naciones de la OFC 2008 y 2012.